# Stefan Witorzeńć
Stefan Witorzeńć (né le 2 janvier 1908 à Lida - mort le 30 décembre 1994 à Varsovie) est un pilote de chasse polonais, as des forces armées polonaises de la Seconde Guerre mondiale, titulaire de 5 victoires homologuées.

## Biographie
Stefan Witorzeńć termine l'école des cadets officiers de la force aérienne à Dęblin en 1932 et reçoit son affectation au 3e régiment aérien à Poznań. Ensuite il devient instructeur à Grudziądz.
En septembre 1939 il prend part à la défense de Dęblin.
Après l'invasion de la Pologne par l'Allemagne nazie, il s'échappe via la Roumanie et gagne l'Angleterre pour continuer la lutte. À partir du 6 août 1940, il sert au 501e Squadron de la Royal Air Force avec Stanisław Skalski. Le 17 novembre 1940, il est affecté à la 306e escadrille de chasse polonaise puis le 14 mai 1941 il intègre  la 302e escadrille de chasse polonaise dont il prend le commandement le 27 mai 1941. À partir du 24 novembre 1941 il commande le 2d Polish Fighter Wing.
Entre septembre 1942 et avril 1944 il est officier de liaison polonais auprès du quartier général de la RAF. Le 24 avril 1944, il devient chef instructeur au 61 OTU. En août 1944 il revient au 2d Polish Fighter Wing.
Il retourne en Pologne en 1948 mais ce n'est qu'en 1957 qu'il est admis dans la force aérienne au centre d'entraînement aérien de Modlin. Il passe dans la réserve en 1968.
Stefan Witorzeńć s'éteint le 30 décembre 1994 à Varsovie.

## Décorations
- Ordre militaire de Virtuti Militari[4]
- Ordre Polonia Restituta[5]
- Croix de la Valeur Krzyż Walecznych
- Distinguished Flying Cross - britannique